# Juan Sorini
Juan Sorini (Rosario, Santa Fe; 25 de febrero de 1983) es un actor y modelo argentino. Es conocido principalmente por haber interpretado a Antonio «Tony» Lugo en la telenovela Viudas e hijos del rock and roll (2014-2015) emitida por Telefe.

## Biografía
Juan Sorini nació el 25 de febrero de 1983 en la ciudad de Rosario, Provincia de Santa Fe. Es el primer hijo de Guillermo Sorini y María Mercedes Terán, tiene dos hermanos: Pablo y Julia. Fue criado en la ciudad de Rosario, donde asistió a un colegio bilingüe. A temprana edad Juan se interesó en el deporte formando parte del Jockey Club de Rosario, donde perteneció al club de rugby, jugando en la primera división durante 18 años y recibió el apodo del «Ropa». Luego, decidió estudiar kinesiología y el profesorado en educación física, pero abandonó ambas carreras. También, en ese tiempo Juan trabajó como soporte técnico para celulares y después trabajó en el área de computación para una empresa estadounidense.
En 2006, Sorini comenzó su formación en actuación estudiando en un taller con Alfredo Vivo y Silvina Santos en la sala Lavardén de Rosario. Luego tomó seminarios con Teresita Galimany y Augusto Fernández, con este último siguió tomando clases de teatro en su estudio, donde también se preparó con José Espeche y Diego Burzomi. Al tiempo de mudarse a Buenos Aires, Juan comenzó su entrenamiento actoral con Julio Chávez, el cual duró hasta el 2015.

## Carrera profesional

### Actuación
Sorini comenzó su carrera como actor a los 25 años protagonizando una obra de teatro en su ciudad natal titulada El bailongo argentino (2008), donde interpretaba a varios personajes en el teatro Nacional de Rosario. En ese mismo tiempo, decidió abandonar su carrera como rugbier profesional para dedicarse a la actuación y el modelaje, por lo cual, se mudó a Buenos Aires, teniendo su primera experiencia actoral en la película Días de mayo (2008), en la cual interpretó a un policía y protagonizó el cortometraje Anagramas (2008) dirigido por Cristian Madoery. Su siguiente papel fue el de Fernando en la obra teatral En boca cerrada (2009) dirigida por Luis Salado en el teatro Boedo XXI. Asimismo, apareció en los cortometrajes Puerta cerrada y Los desvelados, ambos estrenados en 2009.
En 2010, Juan obtuvo sus primeros papeles en televisión, interpretando a un guardia del muro en Casi ángeles y a un periodista en Botineras, sin embargo, cobró un poco de notoriedad por su aparición recurrente en la telenovela Malparida emitida por El trece, en la cual personificó a Lomba. A su vez, tuvo un papel pequeño en la película El mural, donde se puso en la piel de un joven comunista. Seguidamente, trabajó en la obra Convivencia femenina (2011) donde jugó el papel de Ricky y fue dirigido por Silvana de la Torre en el teatro Ofelia. Ese mismo año, Sorini fue convocado por Antonio Gasalla para conformar el elenco principal de la obra Más respeto, que soy tu madre en el Centro de Arte Radio City durante la temporada veraniega de Mar del Plata.
A partir del 2012, realizó una participación especial como Alfonso Torres en la tira Los Únicos de El trece. Ese año, grabó la miniserie El hechicero que fue emitida en 2013 por Incaa TV. Poco después, co-protagnizó un capítulo para Historias de corazón emitida por Telefe, donde compartió escenas con Patricia Viggiano. A su vez, apareció como invitado en la primera y segunda temporada de la serie juvenil Aliados, jugando el papel de Mateo Alfaro, el hermano de Franco Alfaro (Julián Serrano). En 2014, apareció en la cinta cinematográfica Amapola dirigida por Eugenio Zanetti, donde personificó a Roque.
Aunque no fue hasta en 2014, cuando Sorini cobró popularidad en los medios por interpretar a Antonio "Tony" Lugo en la telenovela Viudas e hijos del rock and roll de Telefe, donde su personaje se relacionaba sentimentalmente con Segundo Arostegui, que fue interpretado por Juan Minujín. En 2016, Juan interpretó al abogado Willy Garrido en la tira comíca Educando a Nina y realizó una participación especial en la serie web Mi vida como actor emitida por YouTube. En 2017, grabó un capítulo para la serie Loco por vos y coprotagonizó junto a Pampita la película Desearás al hombre de tu hermana dirigida por Diego Kaplan.
En 2018, protagonizó junto a Florencia Raggi y Antonio Birabent dos capítulos para el unitario Rizhoma Hotel televisado por Telefe. Ese año, Sorini fue convocado para integrar el elenco principal de la telenovela brasileña (Des)encontros en su segunda temporada, donde interpretó a Diego. Luego, volvió a Argentina para realizar apariciones especiales en las telenovelas Cien días para enamorarse de Telefe y Mi hermano es un clon de El trece. En 2019, filmó la serie Noche de estrellas para la plataforma Cont.ar, en la cual interpretó a Nicolás Brunetti y la misma se estrenó el 18 de enero de 2020. Ese mismo año, trabajó en la obra Primera cita online que fue transmitida por streaming debido a la pandemia por COVID-19.

### Modelaje
En 2010, Sorini acudió a un casting de publicidad, en el cual llamó la atención del fotógrafo estadounidense Bruce Weber, quién lo convocó para un comercial de Ralph Lauren y luego comenzó a tramitar la visa de trabajo para modelar en otros países. Poco después, viajó a Francia para realizar una producción fotgráfica que fue publicada en la revista Vogue de París y al tiempo se radicó en Miami donde posó para la misma revista, pero esta vez para la versión estadounidense, siendo fotografiado por Mario Testino y vivió dos meses en España, donde realizó producciones para la revista Buffalo Magazine y Vogue España.
En 2014, en medio de las grabaciones de Viudas e hijos del rock and roll, Juan fue nuevamente convocado por Weber para protagonizar una campaña de la cadena de tiendas norteamericana Barneys & Co. junto a la actriz estadounidense Brooke Shields y el modelo brasileño Marlon Teixeira.

## Filmografía

### Cine
| Año  | Título                           | Papel           | Notas        |
| ---- | -------------------------------- | --------------- | ------------ |
| 2008 | Días de mayo                     | Policía         |              |
| 2008 | Anagramas                        | Sebastián       | Cortometraje |
| 2009 | Puerta cerrada                   |                 | Cortometraje |
| 2009 | Los desvelados                   | Esteban         | Cortometraje |
| 2010 | El mural                         | Joven comunista |              |
| 2014 | Amapola                          | Roque           |              |
| 2017 | Desearás al hombre de tu hermana | Juan Rojo       |              |

### Televisión
| Año       | Título                           | Papel               | Notas                               |
| --------- | -------------------------------- | ------------------- | ----------------------------------- |
| 2010      | Casi ángeles                     | Guardia del muro    | Episodio: «El muro»                 |
| 2010      | Botineras                        | Periodista          |                                     |
| 2010      | Malparida                        | Lomba               |                                     |
| 2012      | Los Únicos                       | Alfonso Torres      |                                     |
| 2013      | El hechicero                     |                     |                                     |
| 2013      | Historias de corazón             | Damián              | Episodio: «El vestido rojo»         |
| 2013-2014 | Aliados                          | Mateo Alfaro        |                                     |
| 2014-2015 | Viudas e hijos del rock and roll | Antonio «Tony» Lugo |                                     |
| 2016      | Educando a Nina                  | Willy Garrido       |                                     |
| 2016      | Mi vida como actor               | Esteban             |                                     |
| 2018      | Rizhoma Hotel                    | Julián              | Episodios: «Fantasía», «Fantasía 2» |
| 2018      | (Des)encontros                   | Diego               |                                     |
| 2018      | Cien días para enamorarse        | Benicio             |                                     |
| 2018-2019 | Mi hermano es un clon            | Franco Maidana      |                                     |
| 2020      | Noche de estrellas               | Nicolás Brunetti    |                                     |
| 2022      | Loco por vos                     | Tito                |                                     |
| 2022      | El secreto de la familia Greco   | Miguel              |                                     |
| 2024      | Felices los 6                    | Gonzalo             |                                     |

### Videos musicales
| Año  | Video      | Papel        | Artista              |
| ---- | ---------- | ------------ | -------------------- |
| 2021 | «Miénteme» | Motociclista | Tini y María Becerra |

## Teatro
| Año       | Título                        | Papel          | Lugar                     |
| --------- | ----------------------------- | -------------- | ------------------------- |
| 2008      | El bailongo argentino         | Varios         | Teatro Nacional Rosario   |
| 2009-2010 | En boca cerrada               | Fernando       | Teatro Boedo XXI          |
| 2011      | Convivencia femenina          | Ricky          | Teatro Ofelia             |
| 2011-2012 | Más respeto, que soy tu madre | Nacho Bertotti | Centro de Arte Radio City |
| 2020      | Primera cita online           | Lucas          | Teatro Streaming          |
| 2024      | Permitidos                    | Joaquín Lemos  | Paseo La Plaza            |